# Trichomorpha propinqua
Trichomorpha propinqua är en mångfotingart som beskrevs av Carl 1914. Trichomorpha propinqua ingår i släktet Trichomorpha och familjen Chelodesmidae. Inga underarter finns listade i Catalogue of Life.